# Christine Angot
Christine Angot (Châteuroux 1959 -) dramaturga, guionista, directora de cinema i escriptora francesa. Premi Médicis de l'any 2021 per la seva novel·la "Le Voyage dans l'Est".

## Biografia
Christine Angot, nascuda com Christine Schwartz, va néixer el 7 de febrer de 1959 a Châteauroux, departament d'Indre a França. Va ser ciriada per la seva mare i la seva àvia. El seu pare, Pierre Angot, traductor en les institucions europees, va marxar de la família abans del seu naixement, però el 1972 la va reconèixer i ella va adoptar el cognom del pare.
Entre els tretze i els setze anys, el seu pare la va violar més d'una vegada, cosa que li va deixar traumes greus. Aquests fets s'expliquen a les seves novel·les L'Incest, Un amour impossible i Le Voyage dans l'Est.
Després del batxillerat, va estudiar dret a la Universitat de Reims, on va obtenir un DEA en Dret Internacional Públic, i posteriorment una beca per estudiar al Col·legi d'Europa a Bruges.

### Carrera literària
Va començar a escriure mentre estudiava a Bruges. Durant sis anys els manuscrits que enviava a les editorials eren rebutjades fins que el 1990 l'editorial L'Arpenteur del grup Gallimard li va publicar la seva primera obra "Vue de ciel" La novel·la explica la història d'una noia violada que, quan és assassinada, es converteix en un àngel de la guarda.
Posteriorment va publicar obres en diferents editorials com Flammarion, Fayard, Stock i Le Seuil.
El 1999 va publicar l'Incest, amb un to cru i provocador i amb un estil d'escriptura discordant i enèrgic, abusant de les regles sintàctiques, que la va posar en el punt de mira de l'escena literària francesa. Aquesta obra va ser un èxit comercial i de crítica amb una tirada de 50.000 exemplars.
Apassionada del teatre, ha escrit diverses obres entre el 1992 i el 2005 i el 2013 va participar al Festival d'Avinyó.
Va participar com a coguionista en la pel·lícula "Un beau soleil intérieur" (2017) dirigida per Claire Denis i protagonistzada per Juliette Binoche i Xavier Beauvois.
El 2024 el seu documental "Une famille" va ser presentat a la secció Ecounters del 74è Festival Internacional de Cinema de Berlín.

## Premis i distincions
- 2005: Premi France Culture per Les Désaxés i Une partie du cœr
- 2006: Premi de Flore per Rendez vous
- 2012: Premi Sade per Une semaine de vacances
- 2013: Oficial de l'Orde de les Arts i les Lletres
- 2015: Premi Décembre per Un amour impossible
- 2021: Premi Médicis per Le Voyage dans l'Est

## Obres destacades i adaptacions al cinema
- 1990: Vu du ciel
- 1992: Corps plongés dans un liquide. Teatre
- 1997: Les Autres
- 1997: L'Usage de la vie. Teatre
- 1999: L'Incest
- 2000: La Fin de l'amour. Teatre
- 2001: La Peur du lendemain. Va ser adaptada com a curtmetratge per la directora Laetitia Masson amb el títol "Emmenez-la".
- 2002: Pourqoi le Brésil ? Adaptada per Laetitia Masson
- 2006: Rendez-vous
- 2008: Le Marché des amants
- 2012: Une semaine de vacances. Traduïda al català.[6]
- 2015: Un amour impossible. Traduïda al català.[7] Va ser adaptada al cinema per la directora Catherine Corsini i va rebre el Premi Cesar al millor guió adaptat de 2019.
- 2018: Un tournant de la vie
- 2021: Le Voyage dans l'Est